# Portugalscy arcymistrzowie szachowi
Lista portugalskich szachistów, posiadających tytuły arcymistrzów (GM) i arcymistrzyń (WGM), zarówno w grze klasycznej, korespondencyjnej, kompozycji szachowej, jak i w rozwiązywaniu zadań szachowych oraz tytuły arcymistrzów honorowych (HGM), przyznawanych za osiągnięcia w przeszłości. Obejmuje także zawodników, którzy barwy Portugalii reprezentowali tylko w pewnym okresie swojego życia.

## Szachy klasyczne

### arcymistrzowie
| Zawodnicy         | Rok urodzenia | Rok śmierci | Rok nadania | Uwagi |
| ----------------- | ------------- | ----------- | ----------- | ----- |
| António Antunes   | 1962          |             | 1994        |       |
| António Fernandes | 1962          |             | 2003        |       |
| Luís Galego       | 1966          |             | 2002        |       |

## Szachy korespondencyjne

### arcymistrzowie
| Zawodnicy             | Rok urodzenia | Rok śmierci | Rok nadania | Uwagi |
| --------------------- | ------------- | ----------- | ----------- | ----- |
| Horácio Neto          | 1957          |             | 2008        |       |
| Álvaro Pereira        | 1954          |             | 1995        |       |
| Luís Santos           | ?             |             | 1995        |       |
| António Augusto Silva | ?             |             | 2009        |       |
| Joaquim Soberano      | ?             |             | 2005        |       |